# Itterbeck
Itterbeck là một đô thị thuộc huyện Grafschaft Bentheim trong bang Niedersachsen. Dân số cuối năm 2006 là 1777 người. Itterbeck thuộc Cộng đồng chung (Samtgemeinde) Uelsen.